# Okręg wyborczy South Norfolk
Okręg wyborczy South Norfolk powstał w 1868 r. i wysyła do brytyjskiej Izby Gmin dwóch deputowanych. W 1885 r. liczbę mandatów przypadających na okręg zmniejszono do jednego. Okręg obejmuje południowo-wschodnią część hrabstwa Norfolk.

## Deputowani do brytyjskiej Izby Gmin z okręgu South Norfolk

### Deputowani w latach 1868–1885
- 1868–1880: Clare Sewell Read, Partia Konserwatywna
- 1868–1871: Edward Howes, Partia Konserwatywna
- 1871–1885: Robert Buxton, Partia Konserwatywna
- 1880–1885: Robert Gurdon, Partia Liberalna

### Deputowani po 1885
- 1885–1898: Francis Taylor, Partia Liberalna
- 1898–1918: Arthur Soames, Partia Liberalna
- 1918–1920: William Cozens-Hardy, Partia Liberalna
- 1920–1922: George Edwards, Partia Pracy
- 1922–1923: Thomas Hay, Partia Konserwatywna
- 1923–1924: George Edwards, Partia Pracy
- 1924–1945: James Christie, Partia Konserwatywna
- 1945–1950: Christopher Mayhew, Partia Pracy
- 1950–1955: Peter Baker, Partia Konserwatywna
- 1955–1974: John Hill, Partia Konserwatywna
- 1974–2001: John MacGregor, Partia Konserwatywna
- 2001–: Richard Bacon, Partia Konserwatywna